# アラン・ゴア
アラン・ゴアは、モンゴルの始祖説話に登場する架空の人物。ドブン・メルゲンの寡婦。アラン・コア、アラン・ゴワとも表記する。

## 生涯
コル・バルグジン・トグムの主であるバルグダイ・メルゲンの娘のバルグジン・コアとコリ・トマト族の族長コリラルタイ・メルゲンとの間に生まれたのが、アラン・ゴアである。
トロゴルジン・バヤンの子であるドア・ソコルは額の真ん中に一つの目を持つ人物で、その目で遠くの景色を見ることができた。ある時ドア・ソコルは弟のドブン・メルゲンとブルガン岳に登り、トンゲリク小河に沿って移牧している一団を見つけ、その中に一人の美しい娘、すなわちアラン・ゴアを見つけた。ドア・ソコルは弟のドブン・メルゲンに娶らせようと見に行かせた。
コリラルタイ・メルゲン一行は自分の部族であるコリ・トマト族と仲違いをしたため、コリラルという新たな氏族を名乗ってシンチ・バヤンの統べるウリャンカイ族の所へ移牧する途中であった。そこへやって来たドブン・メルゲンは色白で美しいアラン・ゴアを見るなり、求婚し娶ってしまった。
アラン・ゴアはドブン・メルゲンの所に来てブグヌテイとベルグヌテイという2人の子を産んだ。その後ドブン・メルゲンが亡くなったが、アラン・ゴアは夫がいないのにブグゥ・カタギ、ブカトゥ・サルジ、ボドンチャル・ムンカクという3人の子を産んだ。これら3人はそれぞれカタギン氏、サルジウト氏、ボルジギン氏の始祖となった。
やがてドブン・メルゲンの子であるブグヌテイとベルグヌテイは、母アラン・ゴアが父がいないのに産んだ3人の弟は、使用人であるバヤウト族のマアリクとの子である、と陰で言い始めるようになった。そこでアラン・ゴアは5人の子供を並べて「1本の矢では折れるが、5本になると折れない」ことを示した上で、「夜ごとに光る黄色の人が家の天窓のまぐさの明るみづたいに入って来て、私のお腹をさすり、その光はお腹の中にしみ通っていき、出ていくときは日月の光線に沿って黄色い犬のように尾を振りながら出ていった」と言い、自分は光によって妊娠したのだということと、兄弟の結束が大事であるということを説いた。
その後アラン・ゴアは亡くなった。

## 参考資料
- ドーソン（訳注：佐口透）『モンゴル帝国史1』（1989年、平凡社、ISBN 4582801102）
- 村上正二訳注『モンゴル秘史１チンギス・カン物語』（1970年、平凡社）
- 宮脇淳子『モンゴルの歴史 遊牧民の誕生からモンゴル国まで』（刀水書房、2002年、ISBN 4887082444）